# Коллиер, Джон Уолтон
Джон Уолтон Коллиер (3 апреля 1929 — 19 сентября 1950) – солдат армии США, участник Корейской войны. 24 июня 1951 года награждён посмертно медалью Почёта за свой подвиг.

## Награды
|  | Медаль Почёта    |
|  | Пурпурное сердце |

### Наградная запись
Звание и часть: капрал армии США, рота С, 27-й пехотный полк, 25-я пехотная дивизия
.
Место и дата: близ Чиндон-ни, Корея, 19 сентября 1950
Поступил на службу в:  Уортингтон, Кентукки.
№ 86, 2 августа 1951 
Капрал Коллиер из роты С отличился благодаря выдающейся храбрости и отваге при выполнении и перевыполнении долга службы в бою. В ходе штурма стратегически важного хребта. Стойко обороняемого фанатично настроенным противником передовые отделения его роты попали под плотный автоматический огонь и были забросаны гранатами. Капрал Коллиер и трое его товарищей вызвались добровольцами и выдвинулись вперёд чтобы нейтрализовать вражеский пулемёт, мешавший продвижению роты, но дважды были отброшены. С третьей попытки капрал Коллиер несмотря на плотный огонь и падающий гранаты выдвинулся на открытое место впереди своих товарищей, штурмовал и уничтожил пулемётное гнездо, убив по меньшей мере четырёх вражеских солдат. Когда он возвратился по скалистому, открытому склону к своему взводу, вражеская граната приземлилась в середине группы. Выкрикнув предупреждение своим товарищам он самоотверженно и без колебаний накрыл собой гранату и принял её взрыв своим телом. Этим бесстрашным подвигом он спас своих товарищей от смерти и ранений. Высочайшая личная храбрость капрала Коллиера, совершенная отвага и благородное самопожертвование отражают неизъяснимую славу для него самого и поддерживают почётные традиции военной службы. 
Оригинальный текст (англ.)
Rank and organization: Corporal, U.S. Army, Company C, 27th Infantry Regiment, 25th Infantry Division
Place and date: Near Chindong-ni, Korea, September 19, 1950
Entered service at: Worthington, Ky. Born: April 3, 1929, Worthington, Ky
G.O. No.: 86, August 2, 1951.
Citation
Cpl. Collier, Company C, distinguished himself by conspicuous gallantry and intrepidity above and beyond the call of duty in action. While engaged in an assault on a strategic ridge strongly defended by a fanatical enemy, the leading elements of his company encountered intense automatic weapons and grenade fire. Cpl. Collier and 3 comrades volunteered and moved forward to neutralize an enemy machine gun position which was hampering the company's advance, but they were twice repulsed. On the third attempt, Cpl. Collier, despite heavy enemy fire and grenade barrages, moved to an exposed position ahead of his comrades, assaulted and destroyed the machine gun nest, killing at least 4 enemy soldiers. As he returned down the rocky, fire-swept hill and joined his squad, an enemy grenade landed in their midst. Shouting a warning to his comrades, he, selflessly and unhesitatingly, threw himself upon the grenade and smothered its explosion with his body. This intrepid action saved his comrades from death or injury. Cpl. Collier's supreme, personal bravery, consummate gallantry, and noble self-sacrifice reflect untold glory upon himself and uphold the honored traditions of the military service.— 